# Russell Garcia (Hockeyspieler)
Russell Garcia (geboren 20. Juni 1970 in Portsmouth) ist ein ehemaliger britischer Hockeyspieler und aktuell als Hockeytrainer tätig.

## Karriere
Garcia spielte sein erstes Länderspiel im Alter von 17 Jahren.
Bei den Olympischen Spielen 1988 in Seoul belegten die Briten in der Vorrunde den zweiten Platz hinter den Deutschen. Mit einem 3:2-Halbfinalsieg gegen die Australier erreichten die Briten das Finale und gewannen Gold mit einem 3:1-Finalsieg über die Deutschen.
Zweimal gewann er mit dem Harvestehuder THC die Feldhockey-Bundesliga. Im Alter von 23 war er drei Jahre lang Spielertrainer bei Real Club de Polo de Barcelona. Er hat in diesen Jahren des Weiteren noch an zwei weiteren Olympischen Spielen teilgenommen. Mit dem HC Bloemendaal gewann er 2013 als Trainer die European Hockey League (EHL) und drei Jahre später war er Trainer vom Club an der Alster. Später wurde er beim Großflottbeker THGC Trainer, als dieser sich im Abstiegskampf befand. Die Mannschaft stieg schließlich in die Zweite Bundesliga ab.